# Cebrio rufipes
Cebrio rufipes is een keversoort uit de familie Cebrionidae. De wetenschappelijke naam van de soort is voor het eerst geldig gepubliceerd in 1861 door Chevrolat.